# Diocèse de Bragance-Miranda
Le diocèse de Bragance-Miranda (en latin : Dioecesis Brigantiensis-Mirandensis) est un diocèse de l'Église catholique au Portugal suffragant de l'archidiocèse de Braga. En 2018, il comptait 127 600 baptisés sur 134 000 habitants.

## Territoire
Le diocèse comprend le district de Bragance au nord-est du Portugal.
L'évêché est la ville de Bragance, où se trouve la cathédrale Notre-Dame-de-la-Reine. A Miranda do Douro se situe la co-cathédrale de Santa Maria.
Le territoire s'étend sur 6 599 km² et est divisé en 322 paroisses. À partir du 16 juin 2012, l'organisation territoriale du diocèse a été révisée, avec la réduction des archiprêtrés de 12 à 4 : 
- archiprêtré de Bragance, comprenant les communes de Bragance et Vinhais ;
- archiprêtré de Miranda do Douro, comprenant les municipalités de Miranda do Douro, Mogadouro et Vimioso ;
- l'archiprêtré de Mirandela, comprenant les communes de Mirandela et Macedo de Cavaleiros, et la paroisse de Castro Vicente dans la commune de Mogadouro ;
- archiprêtré de Moncorvo, comprenant les municipalités d'Alfândega da Fé, Carrazeda de Ansiães, Freixo de Espada à Cinta, Torre de Moncorvo et Vila Flor.

## Histoire

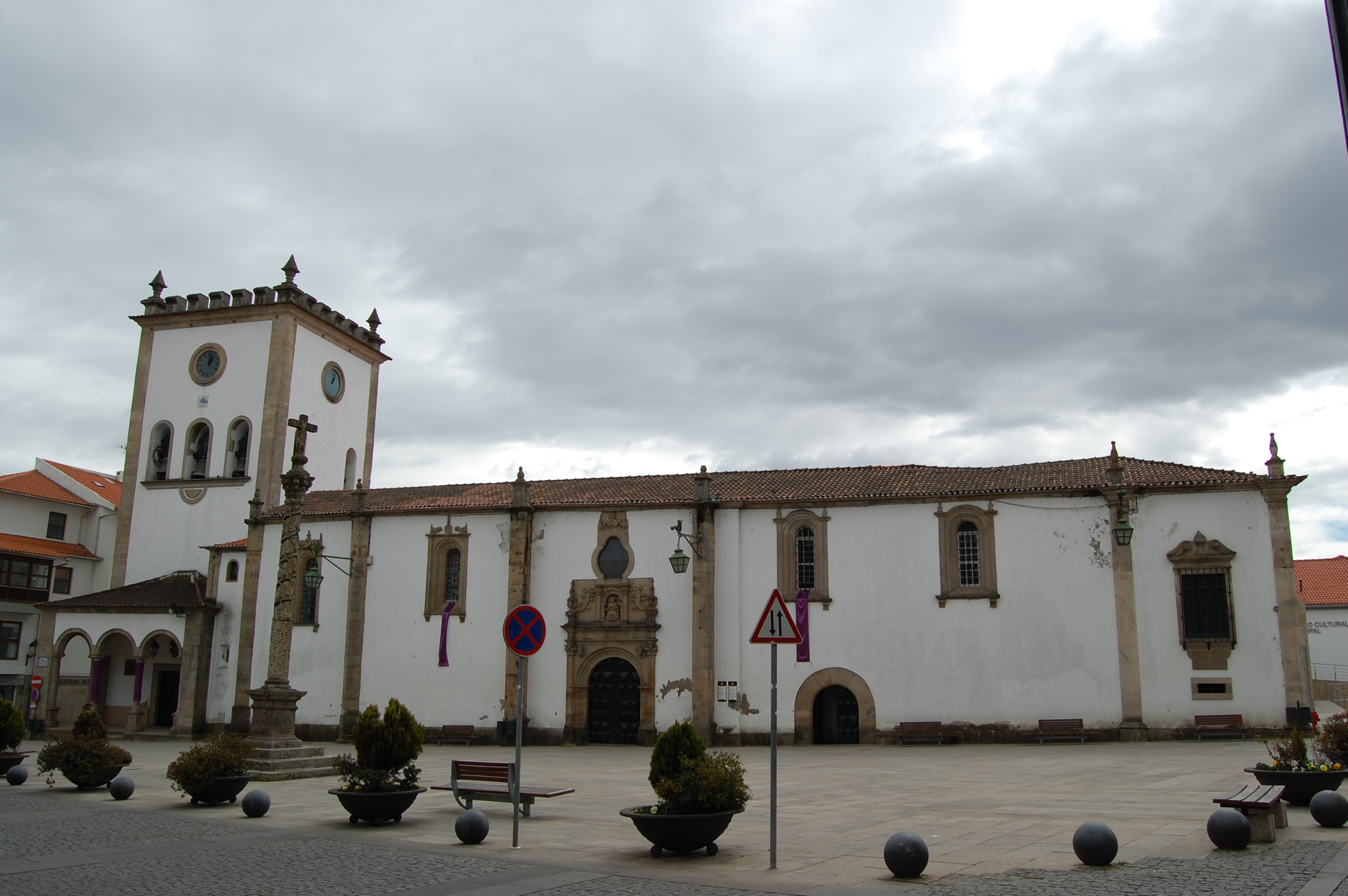
L'ancienne cathédrale de Bragance, remplacée par la nouvelle cathédrale Notre-Dame la Reine en 2001.

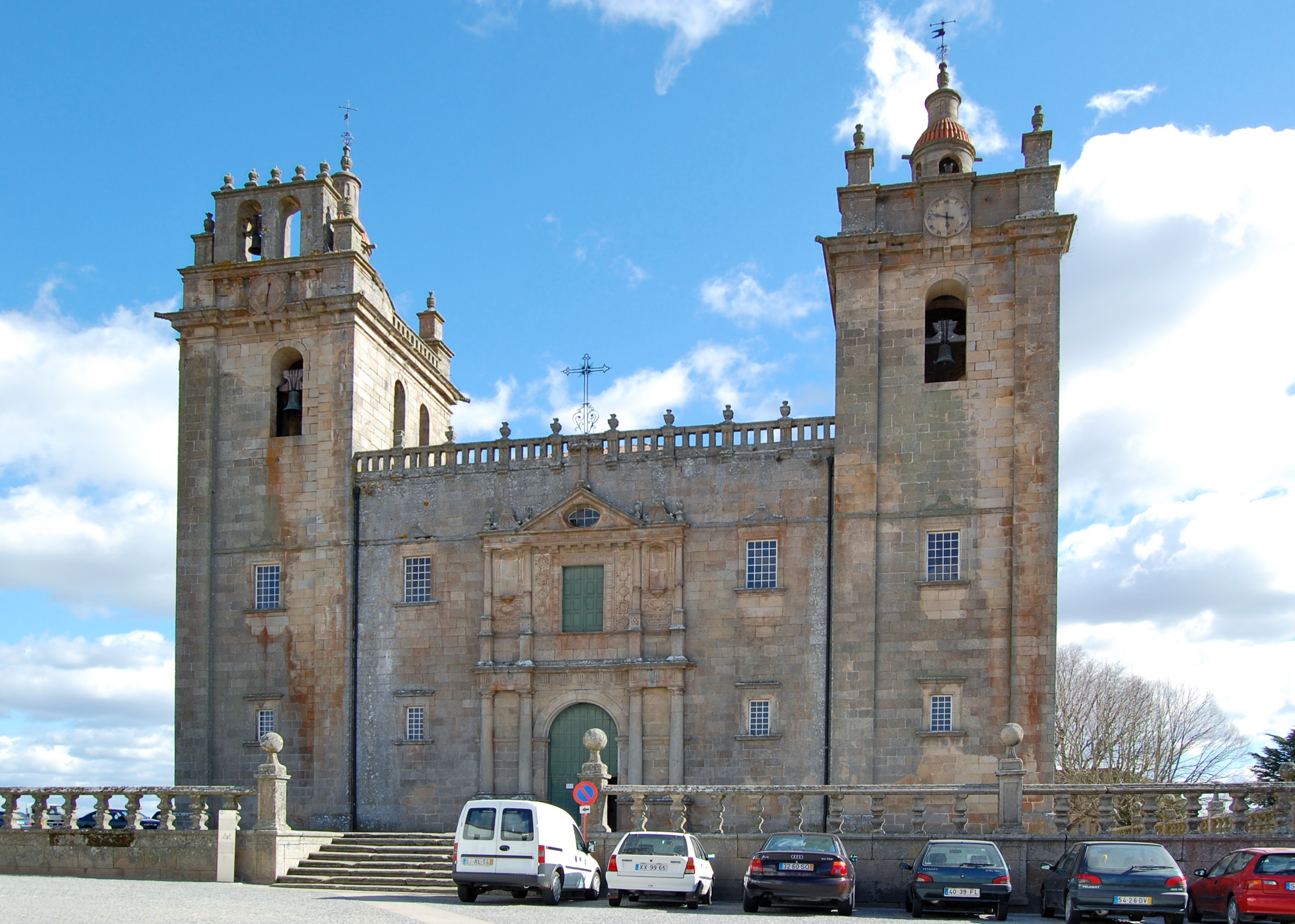
La co-cathédrale de Santa Maria à Miranda do Douro.

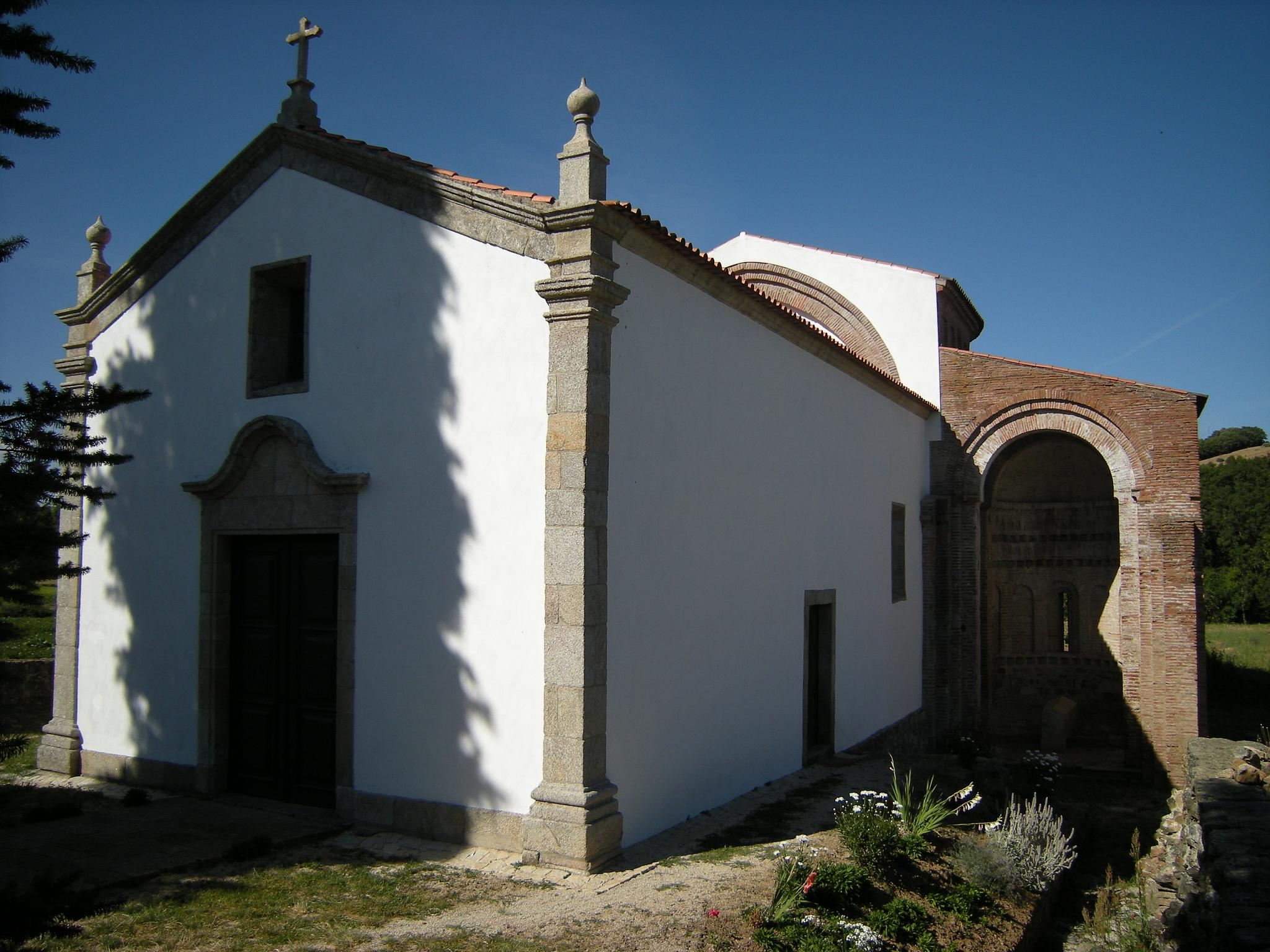
L'église du monastère bénédictin de Castro de Avelãs, freguesia de la commune de Bragance ; c'est le plus ancien monastère présent sur le territoire diocésain actuel.

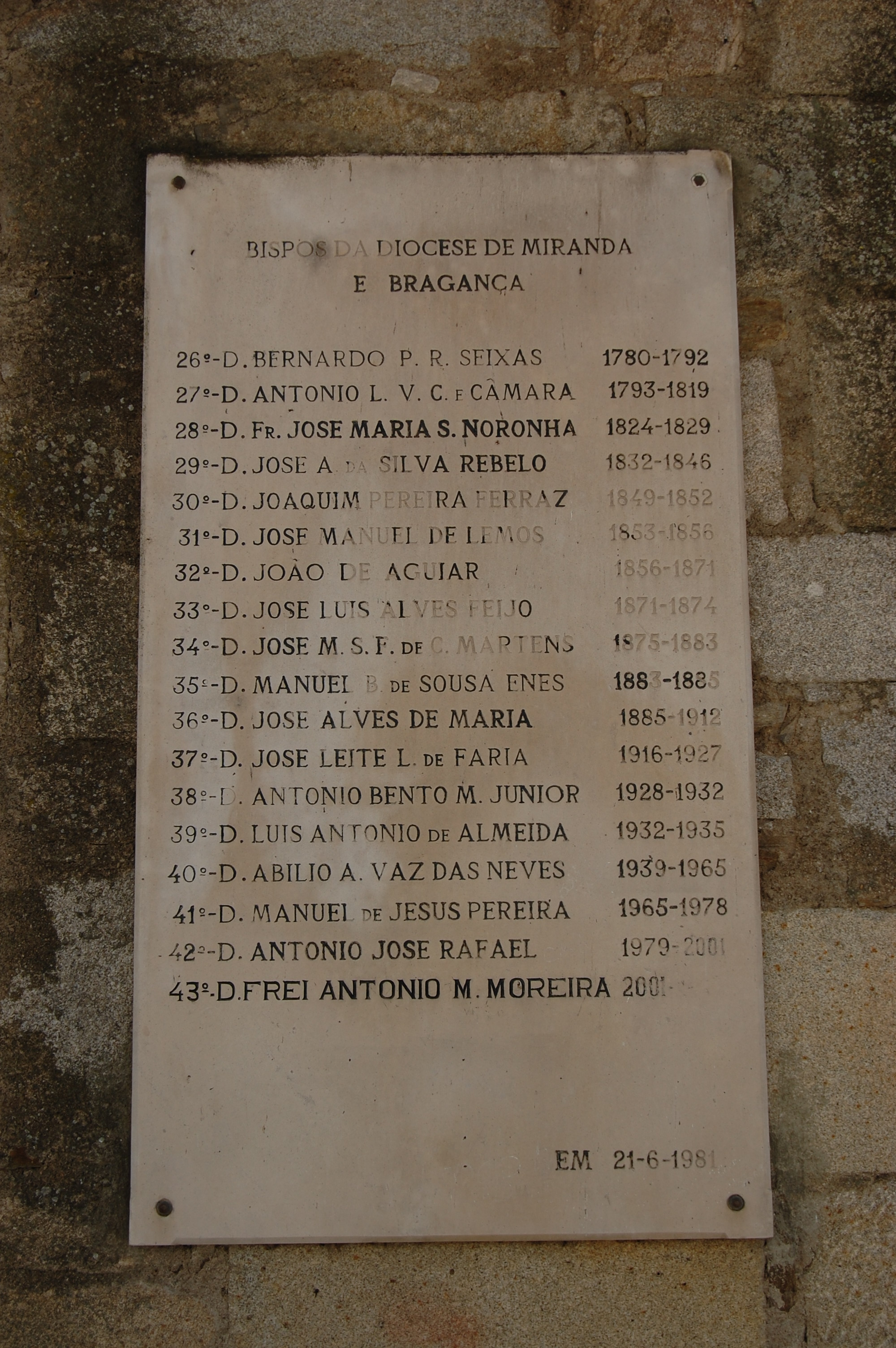
Plaque portant les noms des évêques des sièges réunis.

Le diocèse de Miranda a été érigé le 22 mai 1545 avec la bulle Pro excellenti Apostolicae Sedis du pape Paul III, obtenant son territoire de l'archidiocèse de Braga. Le nouveau diocèse était composé de 338 freguesias réparties en 5 archiprêtrés : Miranda do Douro, Bragance, Monforte, Mirandela et Lampaças.
En 1552, la construction de la cathédrale a commencé, elle est achevée vers la fin du siècle ; déjà en 1566, l'évêque António Pinheiro avait consacré le maître-autel.
Le 4 août 1607, l'évêque Diogo de Sousa établit le séminaire diocésain, dédié à saint Joseph.
Le 17 novembre 1764, l'évêque Aleixo de Miranda Henriques, en raison du déclin de la cité épiscopale, demande et obtient du roi Joseph Ier l'autorisation de transférer l'évêché à Bragance, transfert qui est mis en œuvre l'année suivante. En 1766, le séminaire diocésain a également déménagé à Bragance.
Le 10 juillet 1770, le diocèse de Miranda fut divisé en deux avec l'érection de celui de Bragance, en vertu du bref Pastoris aeterni du pape Clément XIV ; l'ancienne église jésuite du Saint Nom de Jésus a été construite comme une cathédrale. Cependant, la séparation n'a duré que 10 ans. En effet, le 27 septembre 1780, les deux diocèses ont été réunis avec la bulle Romanus Pontifex du pape Pie VI et le siège du diocèse a été placé à Bragance.
En 1881, le diocèse s'agrandit en incorporant l'archidiaconé de Moncorvo, qui appartenait à l'archidiocèse de Braga. Le 20 avril 1922, cependant, il cède l'archiprêtré de Monforte au profit de l'érection du diocèse de Vila Real. À partir de ce moment, le territoire diocésain coïncide avec celui du district civil.
Le 24 octobre 1981, par la lettre apostolique Sanctos Caelites, le pape Jean-Paul II confirme saint Benoît abbé patron principal du diocèse de Bragance.
Le 27 mai 1996, l'union pleine et entière des deux diocèses est établie, avec la prise de l'appellation actuelle.
En octobre 2001, la nouvelle cathédrale de Bragance est inaugurée, dédiée à Notre-Dame la Reine.

## Chronologie des évêques
Les périodes d'inoccupation n'excédant pas 2 ans ou non historiquement déterminées sont omises.

### Évêques de Miranda
- Toribio López (22 mars 1545 - 1553, décédé)
- Rodrigo Lopes de Carvalho (23 janvier 1555 - 13 août 1559, décédé)
- Julião de Alva (5 avril 1560 -1564, démissionnaire)
- António Pinheiro (21 juin 1564 - 27 novembre 1579, nommé évêque de Leiria)
- Jerónimo de Menezes (2 décembre 1579 - 22 mai 1592, nommé évêque de Porto)
- Manuel de Seabra (12 mai 1593 - 1595, décédé)
- Diogo de Sousa (4 juillet 1597 - 1er mars 1610, nommé archevêque d'Évora)
- José de Melo (10 mars 1610 - 18 juillet 1611, nommé archevêque d'Évora)
- Jerónimo Teixeira Cabral (14 mai 1612 - 1614, décédé)
- João da Gama (18 mai 1615 - 28 mars 1617, décédé)
- Francisco Pereira, OSA (1er octobre 1618 - 7 janvier 1621 décédé)
- João de Valadares, OSA † (30 août 1621 - 30 août 1627 nommé évêque de Porto )
- Jorge de Melo (20 septembre 1627 - 9 juin 1636, nommé évêque de Coimbra)
  - Siège vacant (1636-1672) [3]
- André Furtado de Mendonça (12 décembre 1672 - 21 juillet 1676, décédé)
- José de Lencastre, O.Carm. (26 avril 1677 - 2 juin 1681, nommé évêque de Leiria)
- Lourenço de Castro, OP (1er décembre 1681 - 10 août 1684, décédé)
- António de Santa Maria (9 avril 1685 - 1 septembre 1688, décédé)
- Manuel de Moura Manuel (6 juin 1689 - 7 septembre 1699, décédé)
- João Franco de Oliveira (18 avril 1701 - 2 août 1715, décédé)
- João de Sousa Carvalho (8 juin 1716 - 15 août 1737, décédé)
  - Siège vacant (1737-1740)
- Diogo Marques Morato (19 décembre 1740 - 29 décembre 1749, décédé)
- João da Cruz Salgado de Castilho, OCD (19 janvier 1750 - 20 octobre 1756, décédé)
- Aleixo de Miranda Henriques, OP (13 mars 1758 - 6 août 1770, nommé évêque de Porto)
- Manuel de Vasconcellos Pereira (6 août 1770 - 8 mars 1773, nommé évêque de Lamego)
- Miguel António Barreto de Meneses (12 juillet 1773 - 8 août 1780, démissionnaire)

### Évêques de Bragance, puis de Bragance et Miranda
- Miguel António Barreto de Meneses (6 août 1770 - 12 juillet 1773, nommé évêque de Miranda)
- Bernardo Pinto Ribeiro Seixas (12 juillet 1773 - 9 septembre 1792, décédé)
- António Luís da Veiga Cabral et Câmara † (17 juin 1793 - 13 juin 1819, décédé)
  - Siège vacant (1819-1824)
  - Luiz de Castro Pereira, CSI (21 avril 1821 - 1 août 1822, décédé) (élu évêque) [4]
- José Maria de Santana et Noronha (24 mai 1824 - 24 décembre 1829, décédé)
  - Siège vacant (1829-1832)
- José António da Silva Rebelo, CM (2 juillet 1832 - 7 novembre 1846, décédé)
  - Siège vacant (1846-1849)
- Joaquim Pereira Ferraz, OSB (28 septembre 1849 - 10 mars 1853, nommé évêque de Leiria)
- José Manuel de Lemos (7 avril 1854 - 18 septembre 1856, nommé évêque de Viseu)
- João d'Aguiar (3 août 1857 - 2 mai 1871, démissionnaire)
- José Luis Alves Feijo, O.SS. T. (5 mai 1871 - 7 novembre 1874, décédé)
- José Maria da Silva Ferrão de Carvalho Martens † (16 février 1875 - 9 août 1883, nommé évêque de Portalegre)
- Manuel Bernardo de Sousa Enes (9 août 1883 - 30 juillet 1885, nommé évêque de Portalegre)
- José Alves de Mariz (30 juillet 1885 - 25 août 1912, décédé)
  - Siège vacant (1912-1915)
- José Leite Lopes de Faria (5 octobre 1915 - 23 août 1927, décédé)
- Antonio Benedetto Martins Júnior (20 juin 1928 - 14 juillet 1932, démissionnaire)
- Luís António de Almeida (7 octobre 1932 - 4 octobre 1935, démissionnaire)
  - Siège vacant (1935-1938)
- Abílio Augusto Vaz das Neves (8 décembre 1938 - 20 février 1965, démissionnaire)
- Manuel de Jesus Pereira (20 février 1965 - 11 septembre 1978, décédé)
- António José Rafael (26 février 1979 - 27 mai 1996, nommé évêque de Bragance-Miranda)

### Évêques de Bragance-Miranda
- António José Rafael (27 mai 1996 - 13 juin 2001, retiré)
- António Montes Moreira, OFM (13 juin 2001 - 18 juillet 2011, retiré)
- José Manuel Garcia Cordeiro (18 juillet 2011 - 3 décembre 2021, nommé archevêque de Braga)

## Statistiques
En 2018, sur une population de 134 000 personnes, le diocèse en comptait 127 600 baptisés, correspondant à 95,2 % du total.
| année | population | population | population | prêtres | prêtres   | prêtres   | prêtres             | diacres | religieux | religieux | paroisses |
| année | baptisés   | total      | %          | nombre  | séculiers | réguliers | baptisés par prêtre | diacres | moines    | moniales  | paroisses |
| ----- | ---------- | ---------- | ---------- | ------- | --------- | --------- | ------------------- | ------- | --------- | --------- | --------- |
| 1949  | 210.100    | 210.100    | 100,0      | 235     | 232       | 3         | 894                 |         |           | 45        | 315       |
| 1959  | 231.500    | 232.000    | 99,8       | 248     | 245       | 3         | 933                 |         | 3         | 97        | 315       |
| 1970  | 241.900    | 242.000    | 100,0      | 211     | 200       | 11        | 1.146               |         | 24        | 165       | 315       |
| 1980  | 208.500    | 209.500    | 99,5       | 174     | 171       | 3         | 1.198               |         | 7         | 107       | 315       |
| 1990  | 175.600    | 188.000    | 93,4       | 125     | 120       | 5         | 1.404               |         | 7         | 129       | 322       |
| 1999  | 155.600    | 157.716    | 98,7       | 126     | 119       | 7         | 1.234               | 4       | 9         | 127       | 324       |
| 2000  | 155.600    | 157.910    | 98,5       | 126     | 120       | 6         | 1.234               | 4       | 8         | 126       | 324       |
| 2001  | 155.600    | 157.910    | 98,5       | 123     | 117       | 6         | 1.265               | 4       | 8         | 132       | 324       |
| 2002  | 147.339    | 148.839    | 99,0       | 114     | 107       | 7         | 1.292               | 4       | 11        | 128       | 324       |
| 2003  | 147.339    | 148.839    | 99,0       | 112     | 104       | 8         | 1.315               | 4       | 11        | 122       | 324       |
| 2004  | 147.339    | 148.830    | 99,0       | 107     | 99        | 8         | 1.377               | 4       | 10        | 132       | 324       |
| 2006  | 147.300    | 148.839    | 99,0       | 109     | 101       | 8         | 1.351               | 4       | 13        | 128       | 326       |
| 2012  | 149.400    | 151.900    | 98,4       | 90      | 82        | 8         | 1.660               | 4       | 10        | 104       | 326       |
| 2015  | 148.000    | 150.600    | 98,3       | 80      | 72        | 8         | 1.850               | 8       | 12        | 107       | 326       |
| 2018  | 127.600    | 134.000    | 95,2       | 87      | 76        | 11        | 1.466               | 10      | 13        | 108       | 326       |